# Seattle Bombers (American Football)
Die Seattle Bombers waren ein US-amerikanisches Footballteam aus Seattle, Washington.

## Geschichte
Die Seattle Bomber waren das Nordwest erste professionelle Football-Franchise. Gegründet in Kriegszeiten waren die Bomber Mitglied der American Pro Football League (APFL). Besitzer des Clubs war Al Davies, als Head Coach konnte er Earl Clark gewinnen. Davies und Clark stellten eine talentierte Liste von Spielern für die Bombers-Eröffnungssaison von 1944 zusammen, die stark mit ehemaligen University-of-Washington-Stars, einschließlich des Quarterbacks Dean McAdams und des Guards Steve Slivinski, der auch als Assistenztrainer diente, besetzt war. Die Bombers spielten sieben Heimspiele im Sick’s Stadium, mit dem ersten Heimspiel in der Franchise-Geschichte am 8. September 1944. Dies endete in einer 12:7-Niederlage gegen die Los Angeles Mustangs. Die Bombers beendeten die Saison mit einer Bilanz von fünf Siegen, fünf Niederlage und einem Unentschieden. 1944 war die einzige Saison der Bombers.